# Абрахамовце (Кежмарок)
Абрахамовце (слч. Abrahámovce) насељено је мјесто са административним статусом сеоске општине (слч. obec) у округу Кежмарок, у Прешовском крају, Словачка Република.

## Становништво
| Година:    | 1994. | 2004.   | 2014.    | 2024. |
| ---------- | ----- | ------- | -------- | ----- |
| Број људи: | 212   | 227     | 263      | 263   |
| Разлика:   |       | +7,07 % | +15,85 % | +0 %  |

| Година:    | 2023. | 2024. |
| ---------- | ----- | ----- |
| Број људи: | 263   | 263   |
| Разлика:   |       | +0 %  |

Према подацима о броју становника из 2011. године насеље је имало 257 становника.